# Levasi járás
A Levasi járás (oroszul: Левашинский район) Oroszország egyik járása Dagesztánban. Székhelye Levasi.

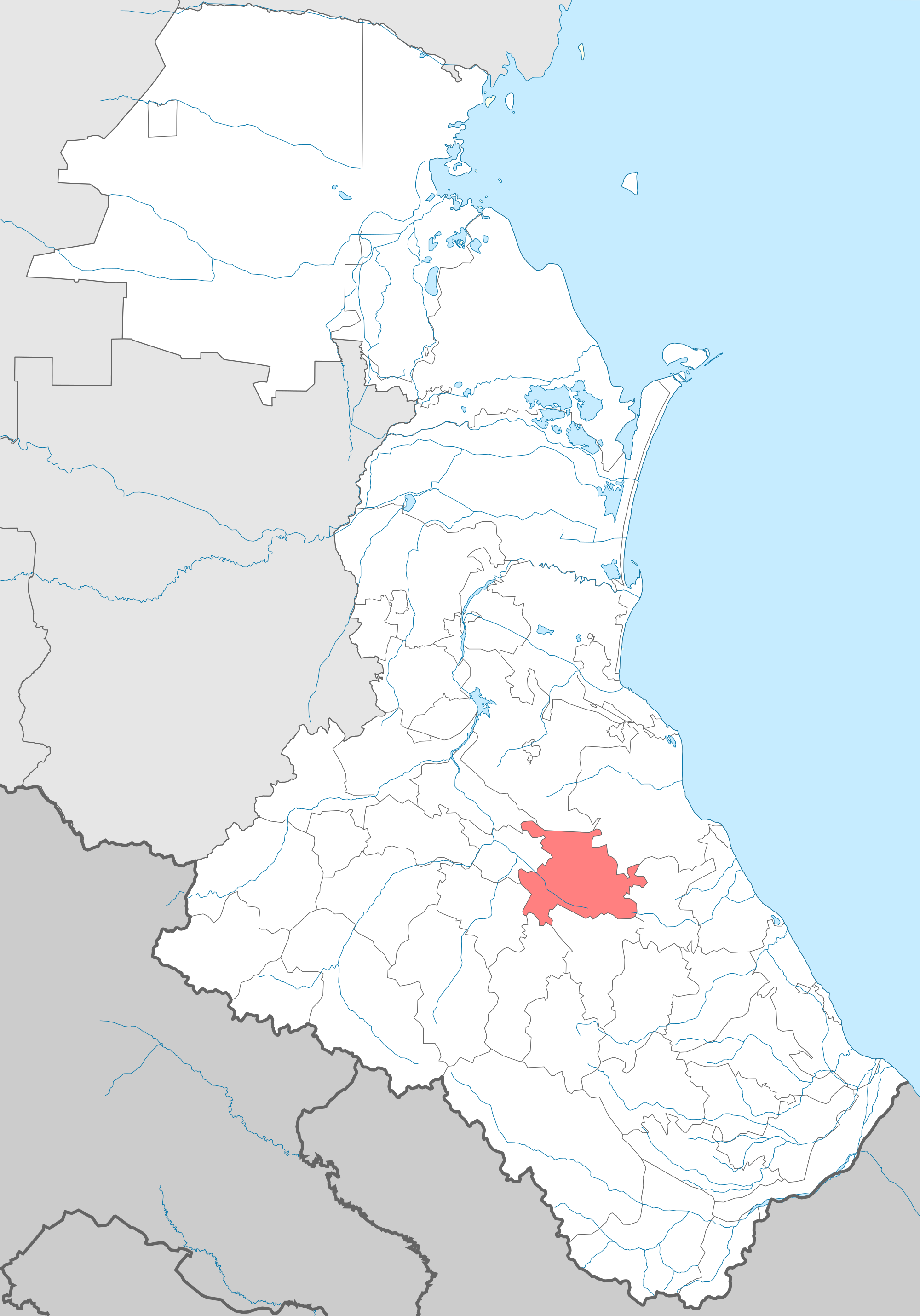
A Levasi járás Dagesztánban

## Népesség
- 1989-ben 40 804 lakosa volt, melyből 30 660 dargin (75,1%), 9 814 avar (24,1%), 121 azeri, 110 lak, 30 orosz, 21 kumik, 16 tabaszaran, 8 lezg, 3 nogaj, 2 csecsen, 1 agul, 1 rutul.
- 2002-ben 64 371 lakosa volt, melyből 49 431 dargin (76,8%), 14 737 avar (22,9%), 65 lak, 51 orosz, 33 kumik, 11 lezg, 8 azeri, 6 csecsen, 4 tabaszaran, 1 nogaj.
- 2010-ben 70 704 lakosa volt, melyből 54 070 dargin (76,5%), 15 845 avar (22,4%), 88 orosz, 51 lak, 41 kumik, 22 lezg, 18 azeri, 7 tabaszaran, 5 csecsen, 4 cahur, 3 agul.